# Tiéwa
Tiéwa est une ville et une sous-préfecture de Guinée rattachée à la préfecture de Beyla.
Son chef-lieu est Tiéwa.

## Histoire
Tiéwa est une ville et une sous-préfecture de la préfecture de Beyla.

## Subdivision administrative
Tiéwa se compose de quatre districts.
| Districts    | Secteurs                                              |
| ------------ | ----------------------------------------------------- |
| Tiéwa        | Tiéwa centre, Kamamoridou, Noumissadou et Sorikèmodou |
| Tangodou     | Tangodou centre, Kogbèdou et Kamala 1                 |
| Djibakèmodou | Djibakèmodou centre, Babilalô et Kamala 2             |
| Saniflala    | Saniflala centre, Fakanadou et Konsodou               |